# Jakob Lorber
Jakob Lorber (22. července 1800 Kaniše u Šentilje – 24. srpna 1864 Štýrský Hradec) byl rakouský hudebník, křesťanský mystik a vizionář. Sám se označoval jako „píšící sluha Boží.“

## Život
Jakob Lorber se narodil jako první syn Michala Lorbera a jeho ženy Marie, rozené Tautscherové, v starousedlé křesťanské selské rodině v Kaniše, která příslušela tehdy Rakousku, nyní Slovinsku. Po něm se narodili synové Michal, Josef a dcera Cecilie.
V 17 letech šel do Marburgu nad Drávou a byl tam učitelským pomocníkem a varhaníkem. Brzy na to se odebral do sv. Jana v údolí Saggan, kde ho místní kaplan vyučoval v latině. Kaplan mu radil, aby se věnoval kněžskému povolání, proto se Lorber vrátil do Marburgu, a tam navštěvoval gymnasium. Po pěti třídách pokračoval ve studiích gymnasia ve Štýrském Hradci. Živil se jako domácí učitel zpěvu, hudby (klavír a housle) a kreslení. Od roku 1829 navštěvoval „vyšší pedagogický kurs pro učitele na hlavních školách“ a získal velmi dobré vysvědčení.
Po prvním bezúspěšném ucházení o místo učitele se začal věnovat zcela hudbě. Skládal písně a koncertní díla. Tak se setkal se známým hudebním skladatelem Anselmem Hüttenbrennerem. V té době poznal Lorber i slavného houslistu Niccolu Paganiniho a ten mu také udělil několik hodin výuky a stal se mu vzorem.
Podle údajů jeho životopisce Leitnera, četl Lorber knihy Justina Kernera, Jung-Stillinga, Emanuela Swedenborga, Jakoba Böhmeho, Jana Tennhardta, Kerninga a především Bibli. Vzdor tomuto sklonu k bádání nejhlubších tajemství, zůstával v celku jasným, radostným člověkem a dobrým společníkem.
15. března 1840 v 6 hodin ráno, když se pomodlil a chtěl vstát, uslyšel podle vlastních slov v místě srdce hlas, který mu pravil: „Vstaň, vezmi pisadlo a piš.“ Začal tedy psát. Slovům která slyšel a zapsal, věnoval zbytek svého života.
Psát začínal skoro denně před snídaní. Později některým ze svých přátel jednotlivé články i celé knihy diktoval. Při tom prý seděl vedle píšícího a klidně hleděl před sebe a ve své plynulé řeči nikdy neustával ani neměnil nějakou větu nebo výraz. Když bylo jeho diktování někdy přerušeno, mohl v psaném pokračovat, stačilo mu přečíst si jen poslední slova nebo řádek.
Poté, co začal psát, byl Lorber odkázán na podporu svých přátel, mezi nimi hradeckou honoraci jako starostu Hradce Ondřeje Hüttenbrennera, lékárníka hradecké zemské lékárny Leopolda Cantilu, jakož i básníka a štýrského státního tajemníka Karla Bohumíra rytíře Leitnera, který roku 1884 napsal Lorberův životopis.
Po dovršeni 60. let začaly Lorberovy síly ochabovat. V roce 1864 onemocněl a tři měsíce byl upoután na lůžko. I v této době svým přátelům diktoval. Začátkem jara se zdánlivě krátkodobě uzdravil, avšak přece zemřel 24. srpna 1864 na onemocnění plic. Byl pohřben na hřbitově sv. Leonharda ve Štýrském Hradci (Graz).
Tisk knih vedl jeho přítel Jan Busch, později Kryštof Landbeck. S přibývajícím rozšiřováním knih Jakoba Lorbera (to se dělo ve větším rozsahu teprve po jeho odchodu) vznikly na různých místech kroužky jeho přátel.

## Vnitřní hlas
První slova, která Lorber údajně obdržel, zapsal do první kapitoly knihy Boží domácnost: „Kdo chce se Mnou mluvit, ať ke Mně přijde a budu mu vkládat odpověď do jeho srdce. Avšak jen čistí, jejichž srdce je plné pokory, mohou slyšet zvuk mého hlasu. A kdo mi dává přednost před veškerým světem a miluje mě jako něžná nevěsta svého ženicha, s tím budu kráčet ruku v ruce. Ten Mě bude vždy zřít jako bratr bratra a jak jsem Já ho zřel už od věčnosti.“
Následuje slovo nemocným, kteří mají být potěšeni a uzdraveni, pak výklad hledajícím: „Já jsem ten pravý všude a Nikde. Všude jsem, kde Mě milují a zachovávají Má přikázání. – Nikde však, kde se ke Mně pouze modlí a Mně uctívají. Zda není láska víc, než modlitba a zachovávání přikázání víc, než uctívání?!“
O hlase v něm mluvícím, který se mu prý představil jako Ježíš Kristus v živém slovu Božím, napsal Lorber v roce 1858 příteli: „Jak se vnitřní slovo slyší, mohu, mluvě sám o sobě, říci jen, že svaté slovo Pána slyším stále v krajině srdce jako nejvýš jasnou myšlenku, světlou a čistou jako vyslovená slova. Ať u mne stojí kdokoliv sebeblíže, nemůže nic z hlasu slyšet. Ale pro mne zní tento hlas milosti přesto jasněji, než jakýkoli sebesilnější a hlasitější hmotný tón. Ale to je také už vše, co vám k tomu mohu říci ze své zkušenosti.“
Slabým se hlas představuje jako silný Bůh, jenž je bude posilovat a zdokonalovat. Následují další výklady tanečníkům a tanečnicím (v duchu osleplým světským lidem), hráčům (materialistům), těm kteří mají Písmo a nečtou je nebo je nenásledují, záletníkům a záletnicím a konečně parádivým v oděvech podle módy.
Závěr tvoří proroctví: „Na východě stojí Hvězda, která bude razit dráhu Orionu a oheň Velkého psa je všechny stráví a Já vrhnu velké množství Hvězd z nebe na Zemi, aby zahynuli všichni nešlechetníci a všude svítilo Mé světlo.“ Na to následuje věcné předložení. „Já Jehova, Bůh od věčnosti, Pravdivý a věrný do posledního varování. To říká První a Poslední. Amen.“

## Dílo
Lorberovo dílo je tvořeno 25 z největší části velmi objemnými svazky, které Lorber napsal během 24 let. Rukopisy jsou uschovány v Lorberově nakladatelství v Bietigheimu.
Při psaní pomáhali později Lorberovi také mnozí přátelé, mezi nimi rytíř Karel Leitner jeho životopisec a skladatel Anselm Hüttenbrenner, jimž diktoval.
- Domácnost Boží (Boží říše) – třísvazkové dílo, které pojednává o podstatě Boha, o pratvorbě duchovního světa, hmotné tvorbě světů, stvoření člověka a jeho pradějiny, až k potopě a po Abraháma.
- Dětství a mládí Ježíšovo – ztracené Jakubovo evangelium, jehož střípky se zachovaly v Berleburské bibli. Podrobně popisuje narození Ježíše a celé Jeho mládí přes scénu v chrámě v Jeho dvanácti letech a další události.
- Tři dny v chrámě – Rozhovor dvanáctiletého Ježíše se zákoníky a farizeji v chrámu v podrobnostech.
- Velké evangelium Janovo – Nejobsáhlejší dílo (10 svazků), podrobný popis tříletého učitelského Ježíšova období. Vysvětluje podobenství, prohlubuje známé obrazy a přináší události, které nejsou známé.
- Výklady textů, Dopis apoštola Pavla Laodicejským, Výměna dopisů Ježíše s Abgarem – Další díla s biblickým a dějinným vztahem.
- Země přirozená a duchovní, Měsíc, Saturn, Přirozené Slunce, Moucha, Evangelium hor – Tyto knihy patří vedle textů o záhrobí k pozoruhodným částem Nového zjevení. Jedná se v nich o tzv. „přírodní evangelia“, Boží přírodovědu.
- Duchovní slunce, Biskup Martin, Robert Blum, Duchovní scény – Podrobné popisy záhrobí („duchovního světa“) a další vývoje duše po smrti hmotného těla.
- Nebeské dary – Souhrn – 3 svazky diktátů, jež se dávaly vedle hlavních děl.
- Anděl, Dvanáct hodin, Léčivá síla slunečního světla, Duchovní slunce, Vánoce, Vysvětlení nejasných textů Bible – Další duchovní texty.

| Dílo                              | Rok vzniku |
| Boží domácnost                    | 1840–44    |
| Nebeské dary                      | 1840–64    |
| Měsíc                             | 1841       |
| Saturn                            | 1841–42    |
| Moucha                            | 1842       |
| Velký Zvon                        | 1842       |
| Přirozené Slunce                  | 1842       |
| Duchovní Slunce                   | 1842–43    |
| Vysvětlení nejasných textů Bible  | 1843       |
| Dětství a mládí Ježíšovo          | 1843       |
| Dopis apoštola Pavla Laodicejským | 1844       |
| Výměna dopisů Ježíše s Abgarem    | 1845–46    |
| Země přirozená a duchovní         | 1847–56    |
| Duchovní scény                    | 1847       |
| Biskup Martin                     | 1847–48    |
| Robert Blum                       | 1848–51    |
| Tři dny v chrámu                  | 1859–60    |
| Velké Janovo evangelium           | 1851–64    |

## Nauka

### Láska k bližnímu
Nejdůležitějším bodem nauky v Novém zjevení je čistá láska k bližnímu. Láska k bližnímu se vidí jako klíč duševního vývoje každého člověka a nic nestojí výš, než pravá a činná láska. Dále se říká, že uctívání Boha by bylo nesmyslné, pokud by se při tom zapomínalo na bídu svých bližních.

### Základní myšlenky
Bůh je věčný, nekonečný Duch, Prasíla a Prazáklad všeho bytí, nejvyšší láska, poznání a moc vůle. Ne jen, že není mlhavou „světskou duší“ nebo neosobní mocí, nýbrž má jako nejniternější středisko moci, kde je bytostně utvářen jako „ze všeho nejdokonalejší duchovní Pračlověk,“ ze kterého vyzařuje veškerá Boží moc.
Svět nebo hmota se skládá z „prazákladních částeček“ elektronů, jež jsou jen samostatně utvářené myšlenky, myšlenkové nebo duchovní síly Boha. Není hmota, jak si myslí materialisté. Vše je síla Boha nebo Ducha.
Tvorba: této přítomné látkové tvorbě předcházely „duchovní pratvorby“, kde byli stvořeni andělé a pra-archandělé. Část těchto prabytostí s hlavním duchem Satanou (Luciferem, Satanem) propadla však silou své svobodné vůle do sobectví a sebenádhery. Poněvadž se tak od životních proudů svatého Ducha z Boha odřízli, tito duchové zemřeli a ztuhli, přinesli na sebe boží soud (zhmotnění) a stali se pramlhou hmoty.
Vykoupení a znovu přinesení ve hmotě Sluncí a světů vázaných prabytostí, způsobuje postupný a dlouhodobý návrat do stavu před pádem Lucifera (Světlonoš) a jeho družiny. Ve hmotě vázané duše jsou postupně říší nerostnou, rostlinnou a zvířecí, vedeny výš až k lidskému tvaru života. Lidská duše se skládá z četných, takových „přírodních duší.“ Při zrození dostává vdechnutou čistou jiskru Ducha a může se v hmotném životě dobrovolným zachováváním přikázání lásky, osvědčovat a konečně dopracovat a dostávat jako dítě Boží do původního podobenství k obrazu Božímu. Tedy k pravé svobodě, dokonalosti a blaženosti.
Ježíš Kristus je svaté, duchovně lidské Středisko pramoci, Boží Otec v oděvu hmoty. Když byla tvorba dostatečně připravena, přinesl Ježíš lidem nejvyšší odhalení Boží lásky – Božství jako Otec. Ježíšova duše a tělo je od Otce stvořený a vyšlý Syn. Od Otce skrze Syna do nekonečnosti vyzařující všetvůrčí boží síly jsou Svatý Duch. V Ježíši je spojen Otec, Syn a Svatý Duch.
Cesta spásy: Vykoupení nachází člověk zachováváním přikázání: „Miluj Boha nade vše a svého bližního jako sebe samého!“ Na tom závisí zákon a proroci. Nestačí zevní činná spravedlnost (příjem svátostí) ani zevní spravedlnost (víra vyznání). Tyto jsou nejvýš pomocnými prostředky pro hlavní věc – čistou, činnou nebeskou lásku, nezištnost. Když se v člověku s pomocí Boží stal duch čistší a činnější láskou k Bohu a bližnímu, pak dosáhl duchovního znovuzrození. Je jako Boží dítě úplně jedno s Bohem a nyní může od svého božího Otce dostávat plnost Božích životních a tvůrčích sil, úplnou svobodu a nádheru Božího dětství.
Záhrobí: Duchovního znovuzrození, dosáhnou už zde málokteří. Proto jsou v záhrobí zvláštní školy očišťování, kde vyšší duchové vedou lidi k vyššímu dokončení. Očišťování v záhrobí trvá ovšem mnohem déle a je bolestivější, než zde. Podle špatného nebo dobrého smýšlení, zažívají lidé buď pekelné trápení – nebo plnou rajskou – slastnou jsoucnost.
Nebe: Podle odpovídající čistoty a síly své lásky, dosahuje duše jednoho ze tří nebí, které leží v záhrobí.
Druhý příchod Krista: Tzv. „Nové zjevení“ na Jakobu Lorberovi, se rozumí jako druhý znovupříchod Krista. Ale tento znovupříchod se nemá konat jen jedině u Zjevení na Jakobu Lorberovi, nýbrž různě u duchovně vyspělých znovuzrozených lidí.

### Proroctví a věda
Jakob Lorber tvrdil, že mnohým věcem které psal, nemohou lidé rozumět. V jeho spisech se skutečně nacházejí výpovědi, nástiny a náčrty, které tehdejší doba neznala a teprve v dnešní době jsou postupně objasňovány současnou vědou a technikou. Jako například poukazování na atomy, základní částečky a ohromnou energetickou moc ve hmotě. Psal o době technologie, o bezdrátovém dorozumívání prostřednictvím blesku, letech přes oceány a o železných vozech, které budou létat rychleji než šípy. Rovněž oznamuje o povětrnostních změnách a katastrofách spalováním silných nosičů energie, o znečištění ovzduší a pustošením země odlesňováním a jeho důsledcích.
Především racionalismus se obžalovává jako příčina pro obtíže a utrpení lidstva, neboť srdce, které je duchovním centrem člověka, se podřizuje hlavě, rozumu.
Následuje několik příkladů poučení o jevech a faktech, které v době života Lorbera nebyly známy.
- 1842 byl Lorber zpraven o jedné ještě neznámé planetě, zvané „Miron“.[5] Dosud ještě neznámá planeta Neptun byla objevena až roku 1846, když už napřed poruchy na dráze Uranu dávaly domněnku o další planetě.
- 1842 dostal Lorber poučení, že se bude v nejvzdálenějších dálavách pohybovat kolem Slunce asi dvanáct tisíc milionů komet.[6][7] Odpovídající první domněnky o tom se nacházejí u učenců teprve po roce 1924. Dnes se počet objektů Kuiperova pásu odhaduje o mnoho řádů vyšší.
- Hvězdář Kazimierz Kordylewski objevil 1956 vesmírný „prachový jev[zdroj?].“ Možné vysvětlení se nachází ve Zjevení, kde je zmínka o záporných kometách.[8]
- Odmítání hmotně-mechanického obrazu světa se táhne, proniká veškerým dílem Zjevení. Hmota je nejspíš naplněna nepředstavitelně bohatým duchovním životem a skládá se ze samých inteligencí, které jsou dočasně pevně udržovány vyššími inteligencemi podle řádu a nutnosti.[9] Tyto výpovědi se vysvětlují jako předbíhání do poznatků moderního atomového bádání.
- Japonský fyzik Hideki Yukawa obdržel v roce 1949 Nobelovu cenu za teorii z roku 1935, předpovídající objev mezonů. Některé z nich mají střední dobu života kolem triliontiny sekundy (mezomů existuje přes 100 známých druhů s velmi rozdílnými středními dobami života). Tento časový údaj, včetně poznání jak atom dále není dělitelným stavebním kamenem hmoty[10], bylo dáno Lorberovi už roku 1840, přirozeně ne v současných pojmech a terminologii.[11]
- Lorberovo dílo obsahuje jemnou nauku o mozku, podle které se lidský mozek skládá z nesčetného počtu nejmenších pyramidek, do kterých se vrývají smyslové vjemy, vnímání.[12] První anatomické potvrzení této nauky dala bádání Oskara Vogta o mozku okolo roku 1930. Ten v hluboké vrstvě šedé mozkové kůry zjistil pyramidové buňky (pyramidal cell).